# Eucinostomus harengulus
Eucinostomus harengulus är en fiskart som beskrevs av Goode och Bean, 1879. Eucinostomus harengulus ingår i släktet Eucinostomus och familjen Gerreidae. Inga underarter finns listade i Catalogue of Life.